# Rio Mathias
O ribeirão Mathias é um curso de água localizado no estado de Santa Catarina, Brasil.
É um rio quase totalmente canalizado, que fica localizado no centro de Joinville, passando debaixo do terminal central de ônibus, do Shopping Müller, e desaguando no rio Cachoeira, em frente à prefeitura municipal.

## Histórico
Foi às margens do Mathias que os colonos fundaram o primeiro povoado que daria origem à cidade de Joinville, em 1851. O primeiro jornal da cidade tinha como título Der Beobachter am Mathiasstrom ("O Observador às Margens do Rio Mathias", em alemão).
Já em 1867, a poluição nas águas começou a causar problemas para a população e a preocupar as autoridades locais. Naquele ano, foi proibido o despejo de lixo, detritos e urina no ribeirão. Em seguida, a restrição passou a valer apenas para o trecho da nascente até a atual rua Henrique Mayer.